# Blasseifen
Blasseifen ist ein Ort von 106 Ortschaften der Gemeinde Reichshof im Oberbergischen Kreis im nordrhein-westfälischen Regierungsbezirk Köln.

## Lage
Blasseifen liegt westlich der Wiehltalsperre, die nächstgelegenen Zentren sind Gummersbach (22 km nordwestlich), Köln (60 km westlich) und Siegen (43 km südöstlich).

## Erstnennung
1575 wurde der Ort das erste Mal urkundlich erwähnt, und zwar im Zitat „Hannes im Plasseiffenn ist unter den Zeugen bei Verhören zu Grenzstreitigkeiten.“
| Bevölkerungsentwicklung | Bevölkerungsentwicklung |
| Jahr                    | Einwohner               |
| ----------------------- | ----------------------- |
| 1946                    | 33                      |
| 1991                    | 20                      |
| 2005                    | 24                      |
| 2008                    | 25                      |
| 2017                    | 22                      |
| 2018                    | 26                      |
| 2019                    | 22                      |

## Söhne und Töchter der Gemeinde
- Horst-Dieter Becker (* 1941), Chirurg